# Караман
Караман (на турски: Karaman, бивш Ларенде) е град в Южна Турция, административен център на едноименния вилает. Разположен е в северната част на планината Тавър, на около 100 км южно от град Кония. Според данните от преброяването през 2000 г. населението на община Караман е 152 450 жители, от които 105 834 живеят в самия град Караман.